# プエルト・イグアス
プエルト・イグアスあるいはプエルトイグアス（スペイン語：Puerto Iguazu）は、アルゼンチン共和国ミシオネス州の都市。
イグアスの滝までは、町からわずか18kmの距離であるため、観光産業のためのインフラストラクチャーが整えられている。

## 歴史
1551年、スペイン人探検家のアルバル・ヌニェス・カベサ・デ・バカがヨーロッパ人として初めてイグアスの滝を発見した。発見時彼は、滝から数キロも離れた場所から聞こえた水の音に導かれるように、滝に向かったという。16世紀にスペイン人がやって来た時にこの地域は、先住民のグアラニー族の居住地域であった。

## 交通

### 空港
- イグアスの滝国際空港

## 名所
- イグアスの滝

## 姉妹都市
- ヘレス・デ・ラ・フロンテーラ、スペイン